# Schaftlach

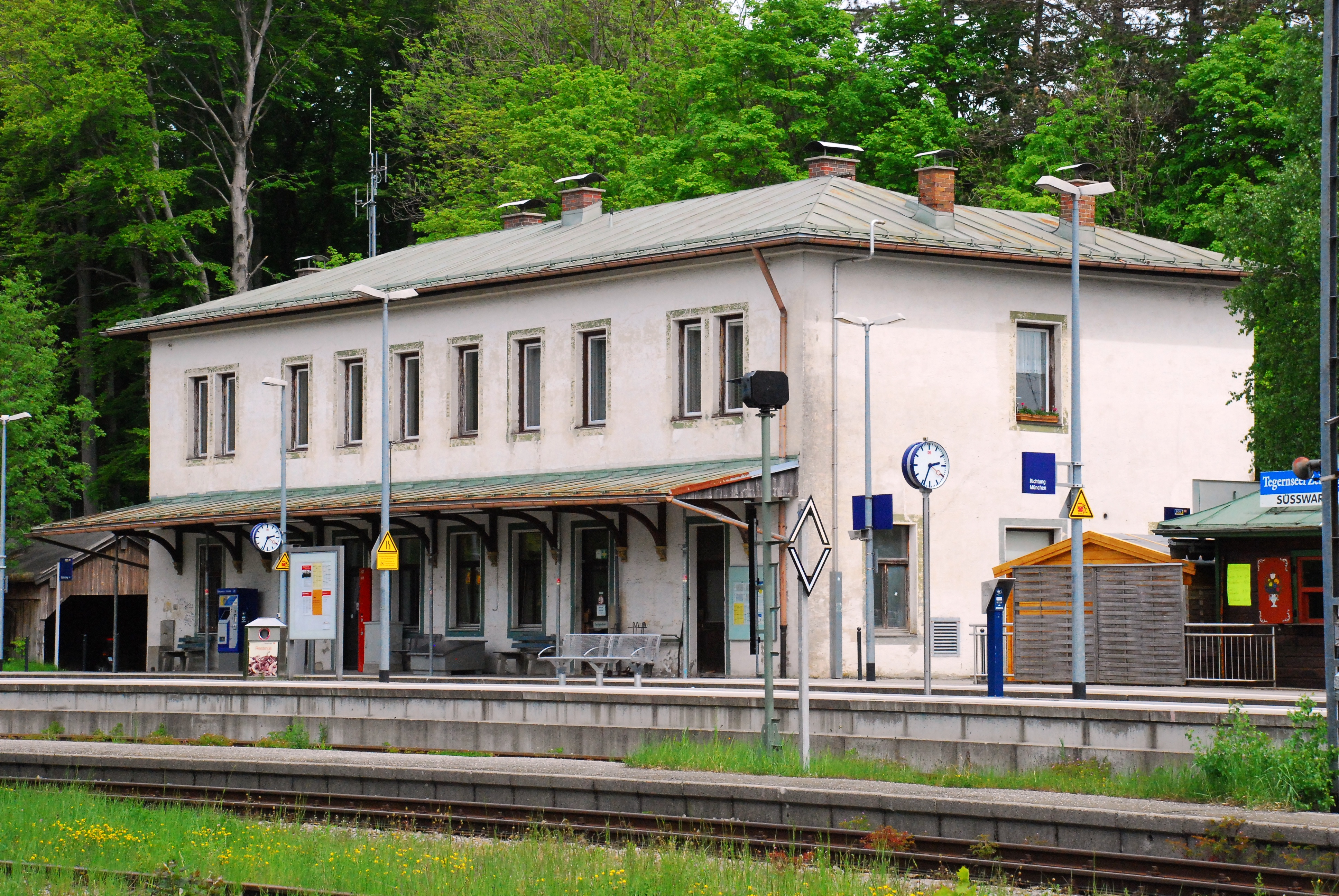
Dworzec kolejowy gminy Waakirchen w Schaftlach

Schaftlach – największa dzielnica gminy Waakirchen w Niemczech, w kraju związkowym Bawaria, w rejencji Górna Bawaria, w regionie Oberland, w powiecie Miesbach. Do czasów reformy administracyjnej w 1978 r. był samodzielną gminą powiatu Miesbach. 

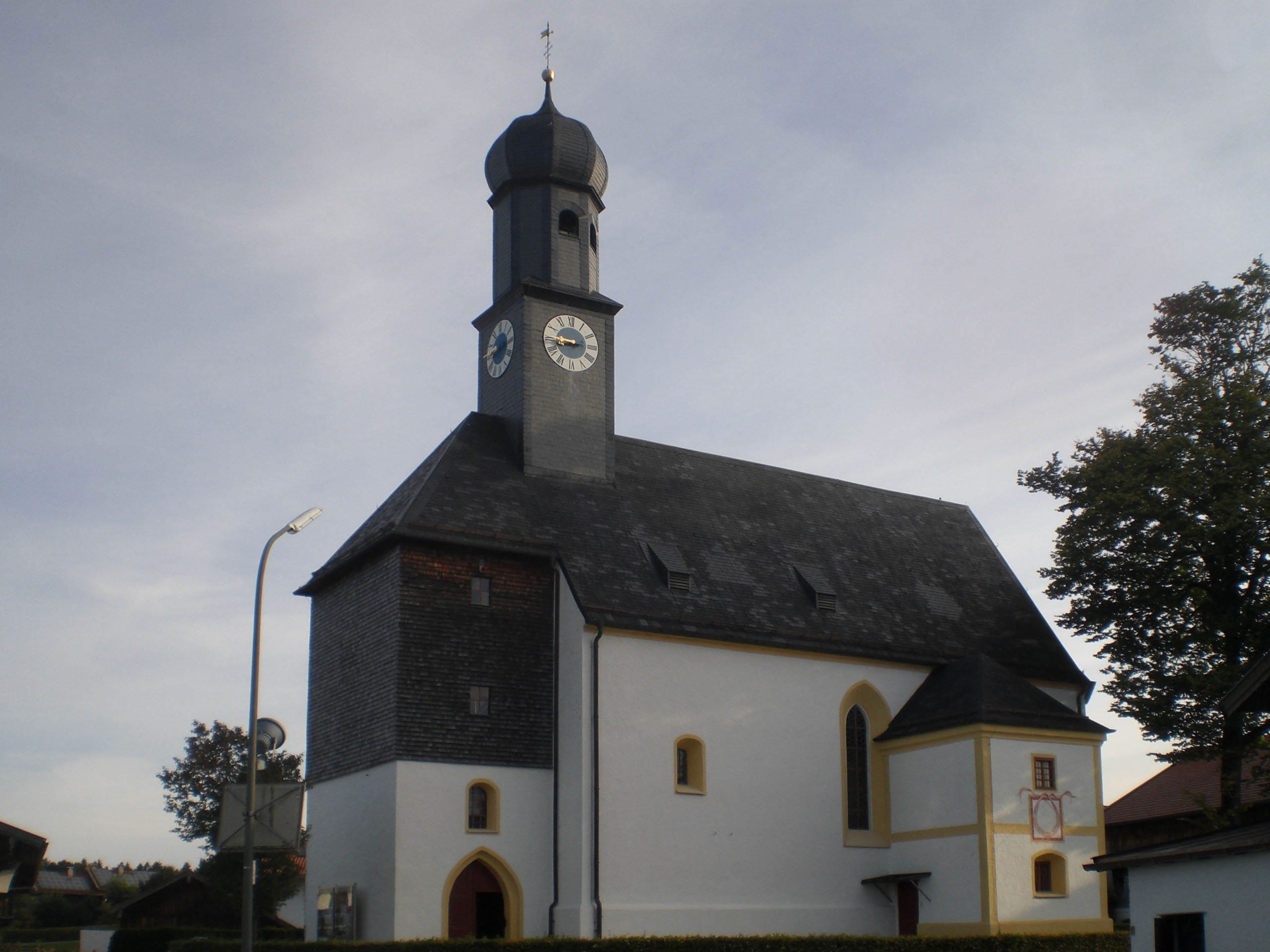
Kościół Świętego Krzyża w centrum

## Położenie
Schaftlach leży na północ od Waakirchen na linii kolejowej Lenggries, Tegernsee – Monachium obsługiwanej przez przewoźnika Bayerische Oberlandbahn.  

## Historia
Schaftlach był wzmiankowany po raz pierwszy 1015 r. Położony w centrum wsi Kościół Świętego Krzyża należał do czasu sekularyzacji w 1803 r. do parafii Gmund klasztoru Tegernsee, kiedy to stał się samodzielną parafią. Kościół został zbudowany przez mistrza budowlanego Alexa Guglera z Tegernsee i konsekrowany 4 sierpnia 1476 r. W kościele znajduje się znany krzyż Schaftlacher Kreuz. W czasie wojny trzydziestoletniej (1618–1648) Schaftlach został w znacznej części zniszczony przez wojska szwedzkie i epidemię dżumy. 
W czasie bawarskiej reformy administracyjnej gmina Schaftlach została scalona z gminą Waakirchen. Obecnie gmina bywa również nazywana jako gmina Waakirchen-Schaftlach – Gemeinde Waakirchen-Schaftlach.

## Zabytki i infrastruktura
- Kultowym symbolem Schaftlach jest wieża telewizyjna, nazywana Fertl[6].
- Kościół Świętego Krzyża
- Dworzec kolejowy
- Liczne zabytki architektury